# 这里的黎明静悄悄 (2005年电视剧)
《这里的黎明静悄悄》（А зори здесь тихие）是2005年5月6日于中国中央电视台综合频道黄金强档首播的一部以俄罗斯作家—鲍里斯·瓦西里耶夫所著作的中篇小说《这里的黎明静悄悄》而改编的同名电视连续剧。纪念世界反法西斯战争胜利60周年而特别制作，全剧共20集。

## 本剧概要
- 剧组专门聘请了200多位俄罗斯演员，其庞大外国演员阵容在中国的电视剧制作史上前无古人。
- 在片中饰演热尼娅的演员—德·布·西蒙年科为本剧演唱主题歌。德·布·西蒙年科能说一口非常流利的汉语。
- 本剧将由四川导演—毛卫宁来执导该剧，剧组出发至俄罗斯内地挑选外景和演员，剧中五位女主角均挑选俄罗斯美女来担当。

## 剧情叙述
1942年的夏天，基洛夫铁路上的171铁路会让站的指挥员—瓦斯科夫大士请求少校答应给他派一些不酗酒、不搞女人的士兵，可没想到的是少校给他派来了一批女高射炮手来当他手下的士兵。会站让村子里的所有男人都派到前线去打仗了，而大部分就只剩下女人。
自从这群女兵来到这个小村子后，瓦斯科夫专门为姑娘们搭造浴室，修建厕所，把一个旧消防棚作为军营把女兵们安顿下来……
德寇的侦察机与轰炸机不时的光顾着这座很不起眼的小村庄，姑娘们一起同心协力英勇奋战，屡次操使高射炮避退前来威胁百姓生命的德国鬼子。女兵们的生活大多时候都十分平静，在她们眼力几乎看不到战争的恐惧，她们都尽情得享受着活着时的快乐时光。她们在瓦斯科夫眼里，只是一些穿着军装的女人，她们大部分都是城里人，有文化而会巧言善辩。瓦斯科夫对如何领导这群女兵而完全伤透了脑筋。
一班长—丽达有一个两岁的儿子。她经常趁夜偷偷溜出军营，搭路车去城里探望儿子，她的女战友们都精心地为她保守着这个秘密。当早晨来临的时候，丽达常常会疲惫的偷溜回军营。有一天早晨，当丽达回军营时走过一片森林，发现了两名全副武装的德国特种兵手提炸弹箱子经过树林。丽达便迅速赶往军营报告了他们的踪迹，准尉便带领着五名女战士：丽达、热妮亚、索妮亚、里莎、嘉尔卡前去消灭这两名德军。准尉和这五名战士一起涉过沼泽，穿过森林，终于抢在敌人之前抵达了敌人通往铁路的必经之路。可出乎意料的是这次执行任务的德军不只有两人，而是十六个人。为了不让敌人的阴谋得逞，最终五个年轻的生命将被永远埋葬在片寂静的森林中。

## 角色列表
- 瓦斯科夫 — 阿·叶·索科洛夫
- 丽达 — 特·亚·奥斯塔普
- 热妮亚 — 德·布·西蒙年科
- 里莎 — 斯·阿·格拉德涅娃
- 索妮亚 — 叶·格·马尔采娃
- 嘉尔卡 — 阿·阿·捷里亚耶娃
- 基里亚诺娃 — 勒·普·科列斯尼科娃

## 职员列表
- 监制：李建、方宜新
- 策划：张华、武雯
- 原著：鲍里斯·里沃维奇·瓦西里耶夫（俄罗斯）
- 艺术顾问：魏风、米·瓦·克留科夫（俄罗斯）
- 编剧：郎云
- 总制片人：魏平
- 制片人：贾晓晨
- 执行制片人：张光北、王丹弋
- 摄影：路军
- 美术：高国梁
- 作曲：孟卫东
- 录音：樊卫军
- 执行导演：陈冠龙、李雁
- 导演：毛卫宁、张光北
- 出品人：高建民
- 联合摄制：中国国际电视总公司影视事业部、东洋之花化妆品有限公司

## 主题歌
飘落
作词：郎云、孟卫东／作曲：孟卫东／主唱：德·布·西蒙年科
这首歌主要为片尾曲，片中部分插曲与片头曲均为该曲的伴奏或配乐形式出现。